# Gambon (rivière)
Pour les articles homonymes, voir Gambon.
La rivière du Gambon est un petit cours d'eau de l'Eure, affluent de la Seine.

## Géographie
La rivière du Gambon prend sa source à 132 mètres d'altitude dans la commune d'Harquency, au lieu-dit la vallée des Livrées dans le département de l'Eure.
Selon le SANDRE, sa longueur est de 8,4 kilomètres.
La rivière du Gambon traverse les communes d'Harquency et des Andelys, notamment en parcours souterrain en ville, avant de rejoindre la Seine dans laquelle il se jette.

## Aménagements
De nombreux ponts ou simples passerelles, publiques ou privées, parsèment son cours urbain aérien (chemin du bord de l'eau, promenade des prés  Site classé (1932)). Le parcours aux Andelys est en grande partie souterrain.
Quelques rares lavoirs sont visibles, notamment celui d'Harquency, au pied de sa source et celui qui se trouve coincé entre deux pâtés de maisons non loin de l'angle formé des rues de la Madeleine et des Déportés-martyrs aux Andelys.
L'association agréée de pêche locale gère un parcours en amont de 3,2 km.
Aux XVIIIe et XIXe siècles, 16 moulins  étaient installés le long du cours d'eau, dont 8 au Grand-Andely. Le Gambon, lors de grands orages et de la fonte des neiges, voyait son débit augmenter et sortir de son lit. Au XVIIe siècle, un barrage avant l'entrée du Gambon dans la ville fut édifié, doublé d'un canal (le Grand-Rang,) à fonction de déversoir d'orage. De nos jours, le canal du Grand-Rang (2,5 km) est devenu la rivière vitrine  de la ville des Andelys et se jette dans la Seine au pont Saint-Jacques, à la croisée de la rue de Penthièvre et du quai Grimoult.

## Affluents
Les noms suivants sont cités dans l'ouvrage de Brossard de Ruville  :
- Ruisseau de l'Abreuvoir
- Ruisseau de la Vallée de Paix
- Ruisseau du Bergeron
- Ruisseau Saint-Martin

## Hydronymie
Le nom Gambon est attesté sous les formes Ganboon en 1198 et Rivus Gambo 1257.
Il est vraisemblable d'y voir le celtique (gaulois) cambo- « courbe, méandre » qui a donné les innombrables Cambon et Chambon , énumérés par Albert Dauzat. Dans le cas présent, le passage de [k] (c) à [g] s'explique sans doute par l'attraction du mot gambe « jambe », Les Andelys se situant au nord de la ligne Joret.

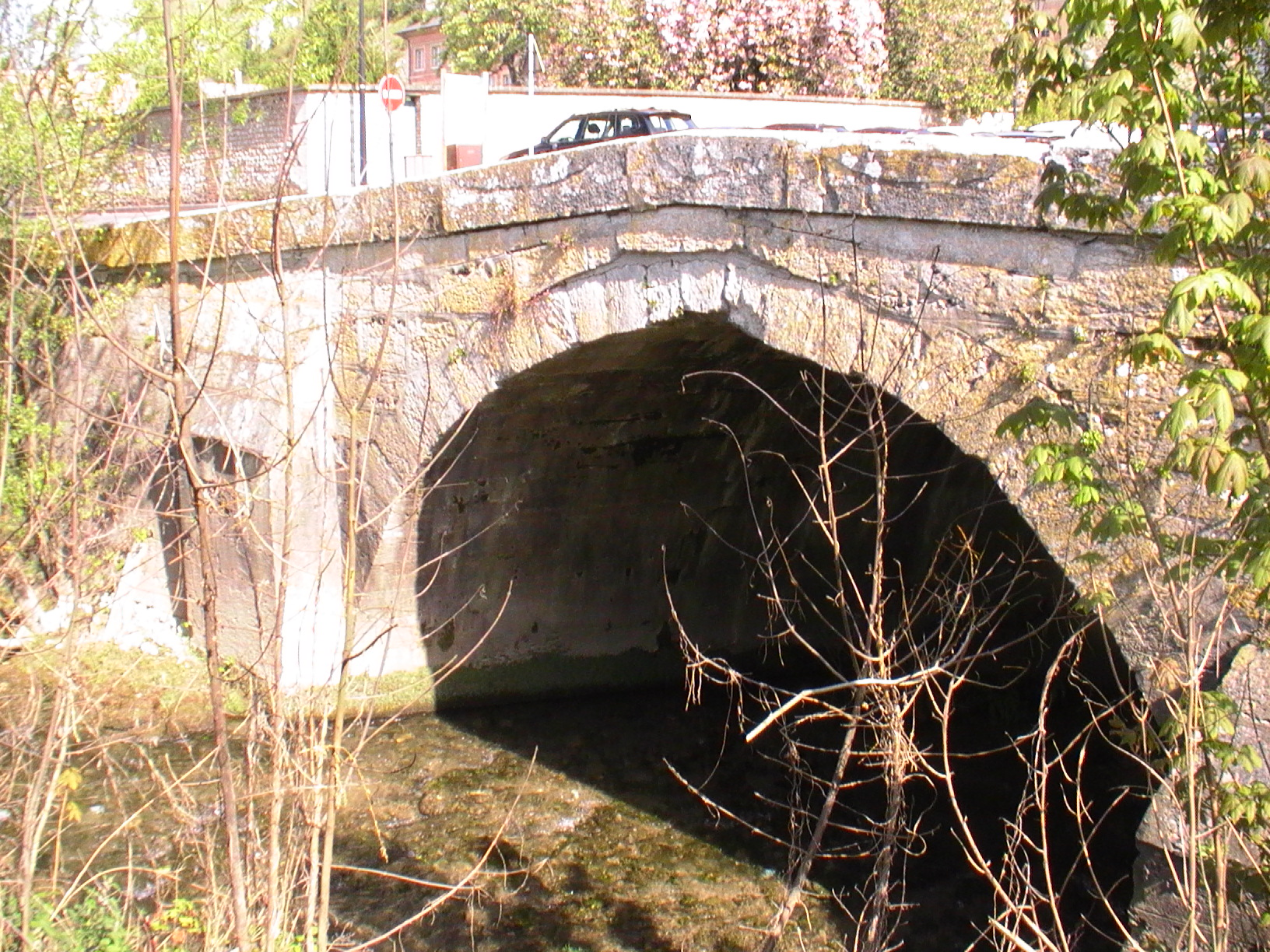
Le Grang Rang, confluence au
pont Saint-Jacques, rue de Penthièvre.